# هافتهولادونغ

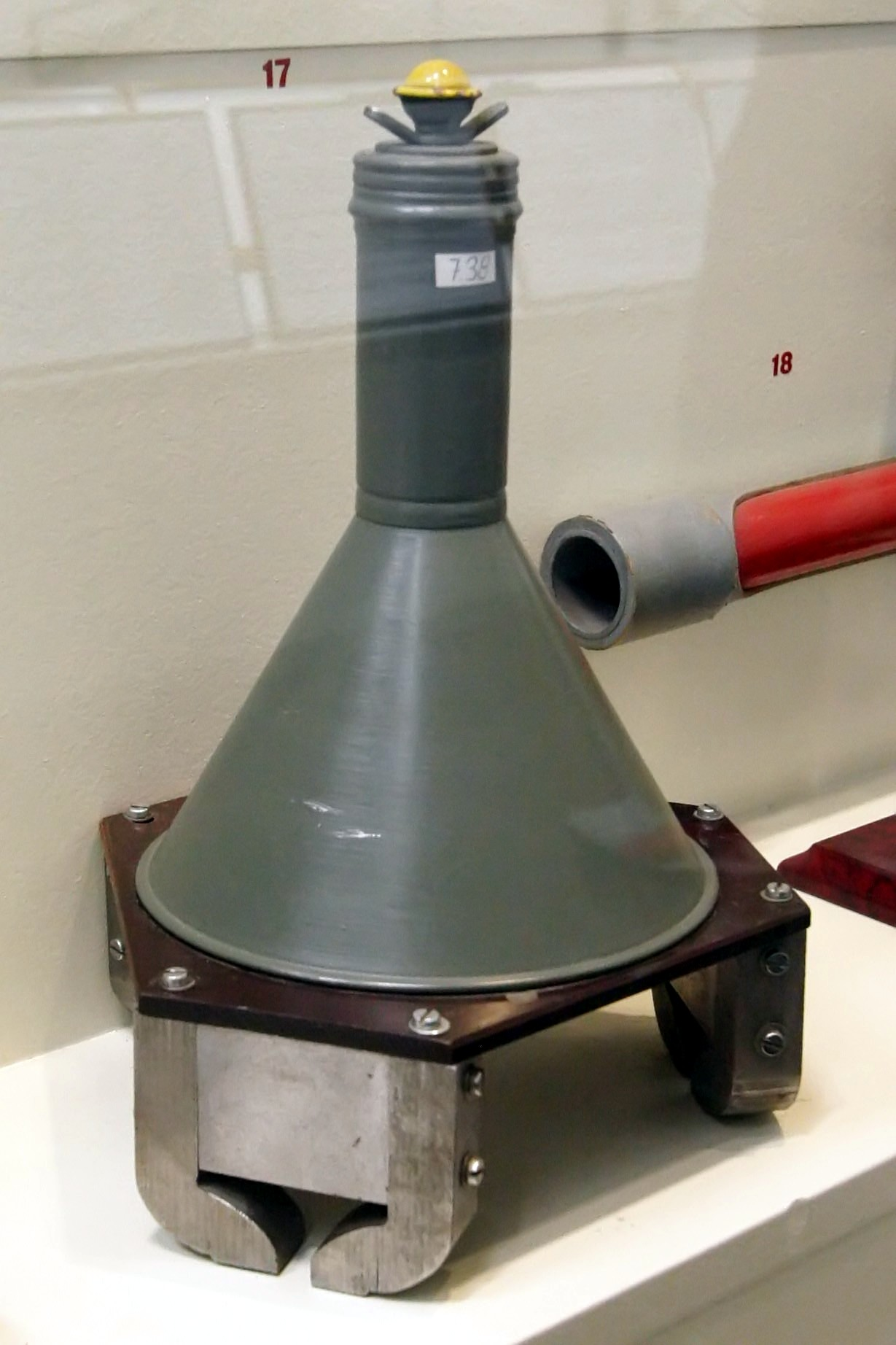
الهافتهولادون في متحف

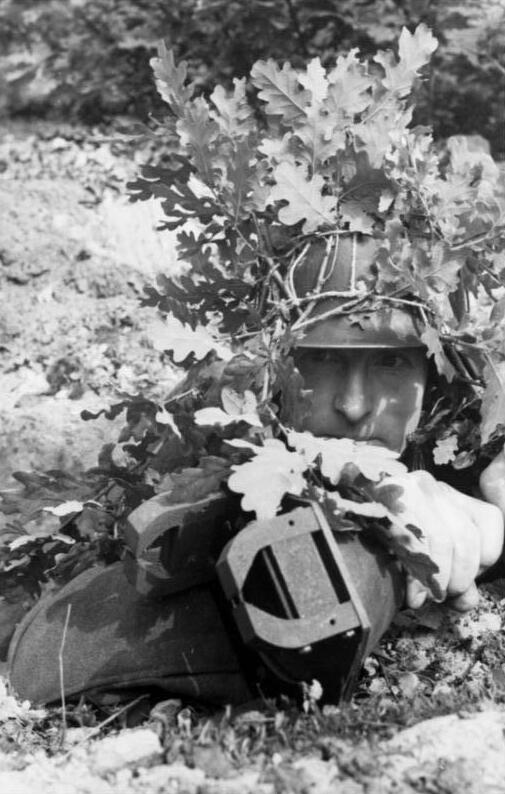
جندي مختبئ بالقنبلة الهافتهولادون

الهافتهولادون (بالألمانية: Hafthohlladung)‏ وتعرف بكاسر الدروع "Panzerknacker" هي قنبلة ذات شكل مخروطي بقاعدة مضلعة مضادة للمدرعات بصفة عامة استخدمت من قبل الألمان في الحرب العالمية الثانية وشكلها يساعدها على قوة التفجير .

## التاريخ والتفاصيل
كانت الهافتهولادون تستخدم بشكل رئيسي من قبل الفرق المختصة بالتعامل مع المدرعات التابعة لقوات الفيرماخت، تحتوي قاعدتها المعدنية المضلعة على ثلاث قطع مغناطيسية مزودة بأرجل، لتقف القنبلة وتثبت جيدا بفعل مجالها المغناطيسي القوي .
هذا التركيب سمح للمشاة لتثبيت هذه القنبلة بسهولة على مدرعات العدو، لا يهم بأي زاوية أو على أي سطح ثبتت حتى على الدرع المائل الذي يعطي حماية أفضل، وقبل تسليحها وتجهيزها بسحب الشريط الذي يفعلها في المؤخرة، وكان الجندي يركض بسرعة ليضعها على درع المدرعة أو يختبئ في حفرة تحت الأرض في انتظار الدبابة أن تمر فوقه ليضعها بسرعة على سطح الدبابة ولكن هناك عيب وهو أنه يكون مكشوفا للنيران المعادية إذا ظهر وهو يضعها لتدمير المدرعة أو الدبابة وكانت تخترق الدرع وتعطب المدرعة .

## الخواص
- الوزن : 3 كغ للنسخة H3 و3.5 كغ للنسخة H3.5 .
- تاريخ الإنتاج : نوفمبر 1942 .
- الفتيل : بتأخير 4 ثواني ثم زيدت إلى 7.5 ثواني في مايو 1943
- العدد المنتج : 553900 صنعت بين سنتي 1942 و1944
- تبدلت بالبانزرفاوست بعد أن عفى عليها الزمن .
- الاختراق : 110 ملم

## في الأفلام
ظهرت هذه القنبلة في فيلم ستالينجراد سنة 1993 من إخراج جوزيف فيلزماير .

## وصلات خارجية
- http://www.lexpev.nl/grenades/europe/germany/hafthohlladung33kilo.html